# Санґо (Нара)
Санґо́ (яп. 三郷町, さんごうちょう, санґо тьо ) — містечко в Японії, у північно-західній частині префектури Нара.